# Sweet Home
No confundir con la serie de horror de 2020, Sweet Home (serie de televisión).

Sweet Home es un videojuego de terror precursor del subgénero Horror de supervivencia que fue lanzado para la consola Nintendo Entertainment System en 1989, producido por Capcom. Este juego está relacionado con una película de terror japonesa del mismo nombre.
El juego es un RPG, que sirvió como inspiración para la saga Resident Evil y es considerado el precursor de la saga por la propia Capcom. Utiliza elementos como la mansión, los puzles, las escenas de apertura de puertas e incluso a varios personajes secundarios aparecidos en sus secuelas. Sweet Home está considerado como el primer juego de Horror de supervivencia, aunque ya existía un juego de Atari 2600, Haunted House, anterior a Sweet Home. No obstante, Sweet Home sigue siendo un importante juego en el género de terror.

## El juego
Sweet Home cuenta la historia de un grupo de cinco personas que se aventuran a ir a la mansión desierta de Mamiya Ichirou para hacer un documental. Al entrar en la casa, la puerta se bloquea detrás de ellos y el grupo descubre que la mansión está embrujada por el fantasma de Mamiya y otras criaturas. Entonces deben encontrar una manera de escapar de la mansión antes de que todos mueran.
Sweet Home salió exclusivamente para el mercado japonés, pero existe una traducción casera al inglés. A pesar de sus escasas ventas, el juego tiene algunas características únicas e innovadoras como:
- La muerte permanente de los personajes: los personajes que mueren en batalla no pueden ser revividos, a diferencia de la mayoría de los RPG.
- Habilidades únicas: cada personaje tiene una habilidad única, necesaria para completar el juego. En caso de que un personaje muriese, algunos objetos que se pueden encontrar, conceden a otros personajes las habilidades necesarias. Por ejemplo, en caso de que Akiko (la enfermera del equipo) muera, se pueden encontrar botellas y píldoras para curar las heridas.
- Final múltiple el juego tiene cinco finales distintos, dependiendo del número de sobrevivientes.
- Ambientación: grandes ambientes y atmósfera de miedo.

## Personajes
Kazuo
Líder del grupo y productor del documental. Lleva un encendedor, muy importante a la hora de quemar cables o atacar enemigos. Es, además, el que tiene el HP más elevado. En la película, su esposa había muerto antes de la exploración de la mansión.
Taguchi
Conocido como Taro en la versión traducida, es el camarógrafo. Toma fotografías de los frescos con su cámara y también puede decodificar los mensajes ocultos dentro de los frescos. La cámara también puede usarse para infligir daño a algunos enemigos. Tiene la segunda HP más alta y el nivel de defensa más alto.
Akiko
Está prendada de Kazuo en la película. Puede curar a los demás con su equipo de primeros auxilios. Es el miembro más débil del equipo.
Asuka
Restauradora de arte y presentadora de televisión en la película. Con su aspiradora, Asuka puede limpiar los frescos sucios y quitar los vidrios rotos.
Emi
Hija de Kazuo. En el juego, su personaje utiliza una llave para abrir las puertas cerradas de la mansión. Es el personaje femenino más fuerte.
Lady Mamiya Ichirou
El villano principal del juego. Tras la muerte de su hijo, que accidentalmente entró en un horno, Mamiya se volvió loca, hasta el punto de secuestrar y matar a otros niños para que actúen como "compañeros" de su hijo en la próxima vida. Durante el juego adopta dos formas.
Ichirou
El marido de Mamiya, famoso artista y pintor. Ha dejado pistas dispersas por toda la casa, además de su diario.
Yamamura
Un misterioso anciano que opera una estación de gasolina en la película. Ayuda al equipo en las partes posteriores del juego.

## Película
Hubo también una película lanzada en 1989. En una entrevista con el diseñador de juegos de Capcom Shinji Mikami, se dijo que el juego fue la licencia de la película. El juego y la película se lanzaron de manera simultánea. El tráiler de Sweet Home es a la vez un anuncio de la película, y un argumento de venta para el juego, ya que incluye imágenes de ambos.
La película y la versión del videojuego contienen copias duplicadas de imágenes muy específicas. Aún más, las cosas concretas, como el fresco, la estatua del cráneo, y la herramienta, lucen exactamente iguales tanto en el cine y como en el juego. El aspecto facial de los retratos de los personajes en el juego son un calco de la mirada de los actores en la película.
De acuerdo con los créditos de juego, el productor del juego es Juzo Itami, quien actuó en la película.

## Legado
Sweet Home ha sido la principal inspiración para Resident Evil. El primer Resident Evil tomó prestado muchos elementos de "Sweet Home", incluido la ambientación en una mansión los puzles, la gestión del inventario, el énfasis en la supervivencia, y hasta la pantalla de apertura de la puerta. Sweet Home es "generalmente considerado como el punto de inflexión" para los juegos de terror. Estas influencias incluyen la solución de una serie de puzles utilizando los elementos almacenados en un inventario limitado, mientras se combate o escapa de criaturas horripilantes, lo que podría conducir a la muerte permanente de cualquiera de los personajes, creando así la tensión y énfasis en la supervivencia.
También fue el primer intento de crear una "atmósfera de miedo" dentro de un juego, a través de una espantosa historia, un ambiente tenso, la orquestación y espeluznantes escenas de corte. También fue el primer intento de crear una historia de terror y miedo dentro de un juego, principalmente contada a través de un diario de notas de cincuenta años antes de los acontecimientos. Resident Evil toma prestado también otros elementos del juego, incluyendo el uso de notas dispersas, la mecánica de la narración, múltiples finales dependiendo de los caracteres que sobrevivan, el hecho de poder volver atrás a las ubicaciones anteriores a fin de resolver los puzles más tarde, el uso de salas de almacenar artículos cuando el inventario del jugador es total, y el uso de animaciones durante las muertes.
- Datos: Q1523333